# Compuware Ambassadors de Détroit
Les Compuware Ambassadors de Détroit sont une équipe junior de hockey sur glace de la Ligue de hockey de l'Ontario. L'équipe est basée à Détroit dans le Michigan aux États-Unis.

## Historique

### Saison par saison
| Saison  | PJ | V  | D  | N | Pts | %V   | BP  | BC  | Classement |
| ------- | -- | -- | -- | - | --- | ---- | --- | --- | ---------- |
| 1990–91 | 66 | 11 | 50 | 5 | 27  | 20,5 | 213 | 378 | 8e Emms    |
| 1991–92 | 66 | 23 | 42 | 1 | 47  | 35,6 | 279 | 353 | 7e Emms    |